# 百萬大道

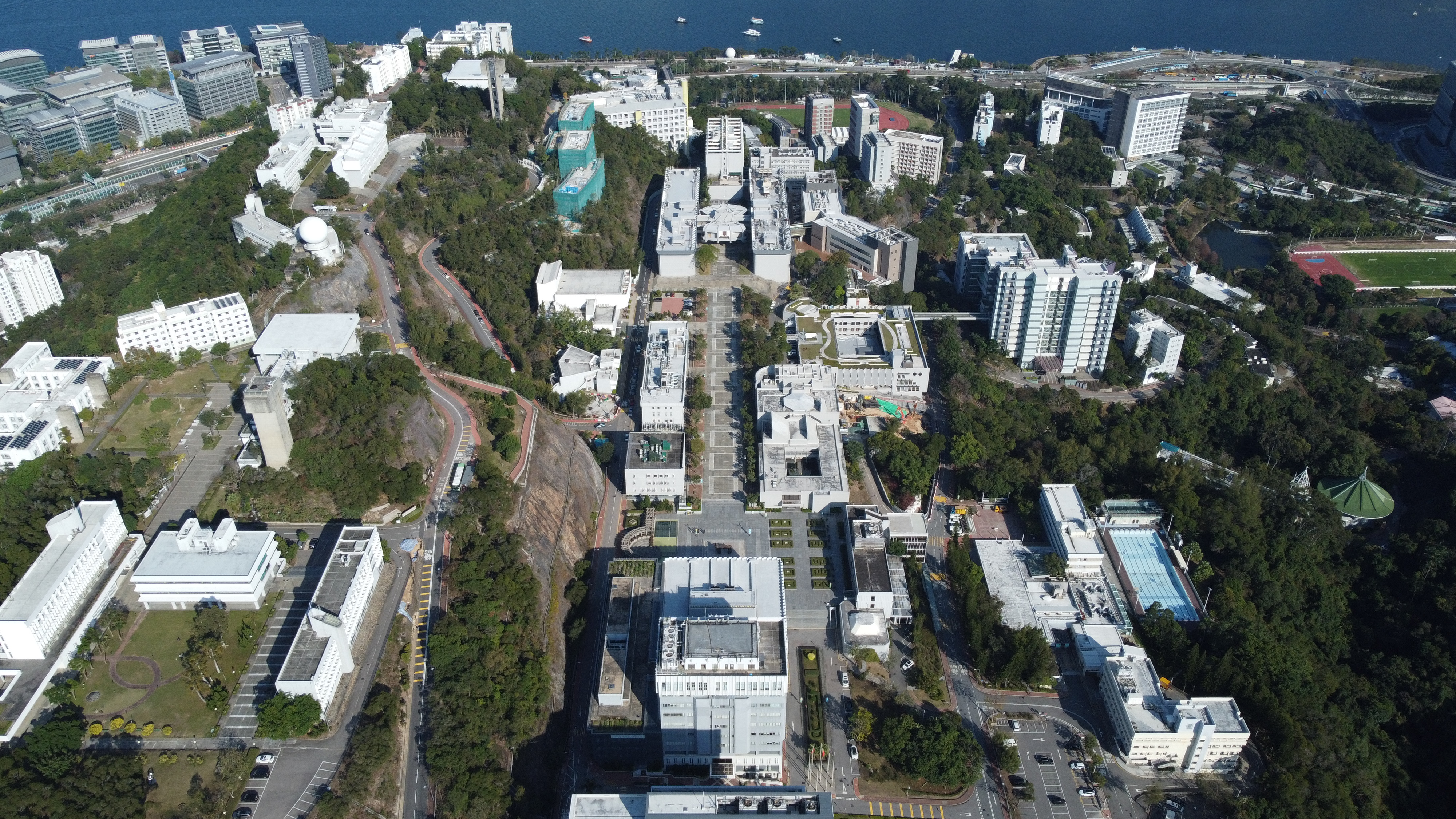
航拍百萬大道（科學館方向）

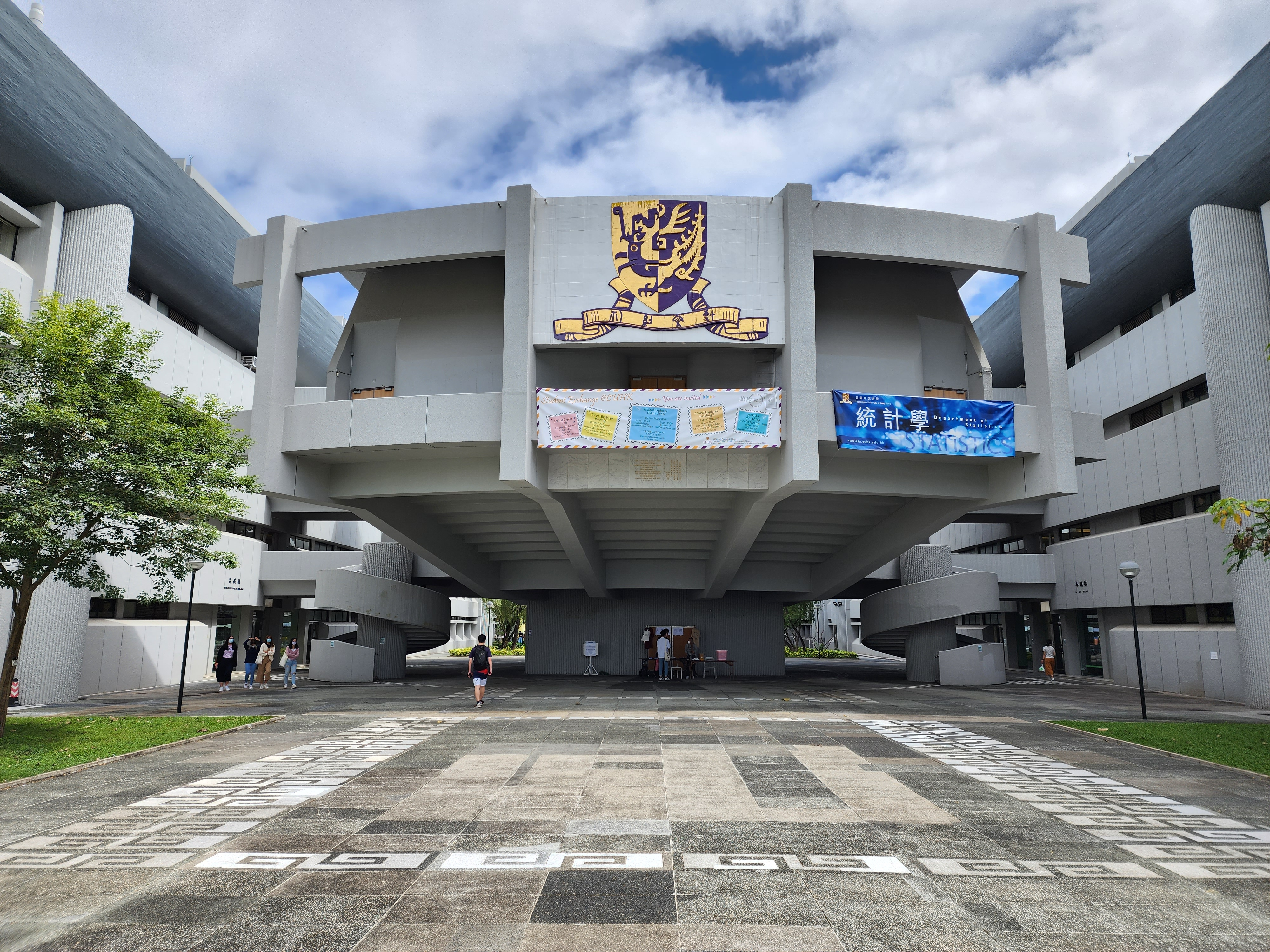
百萬大道的東端，面向科學館中央的銘澤樓

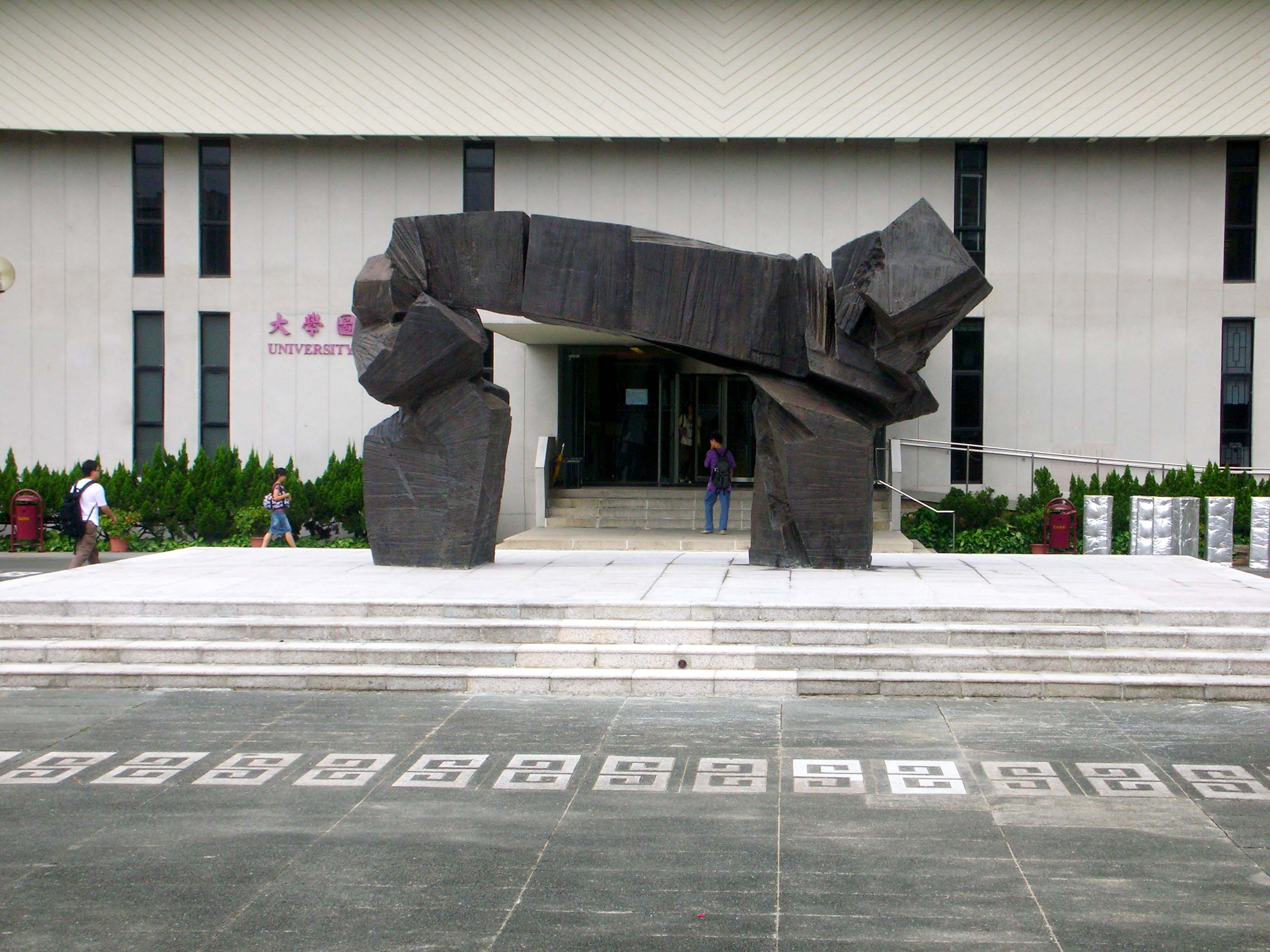
百萬大道的西端，面向大學圖書館外的雕塑「仲門」

百萬大道是位于香港中文大学本部中央的一个长条形空地，官方名稱是「林蔭大道」（英語：The University Mall），和周邊的建築物組成了「大學廣場」。百萬大道的東西兩端分别為科學館（理學院所在地；而大樓上的校徽是於1978年由時任大學副校長兼著名考古學家鄭德坤教授伉儷捐贈七萬港元興建）及大學圖書館。百萬大道靠近大學圖書館一端有一個高台，被稱為「烽火台」，台上有台灣雕塑家朱銘製作，名為「仲門」的雕塑。百萬大道两侧分布有大學行政樓、中国文化研究所、文物館、邵逸夫夫人樓、碧秋楼、兆龙楼等建筑。学生和校方經常在此舉辦活动，例如畢業典禮、球賽直播，以及讓學生組織作宣傳的活動「藝墟」。

## 名稱來源
「百萬大道」一名的來源眾說紛紜，許多中大的學生傳聞是因為需要在山腰剷平興建大廣場，費用達百萬港元的緣故，亦有說是因為地磚的回紋圖案比喻「萬象重生」，甚至有說用上一百萬塊地磚的誇飾說法，未知孰對孰錯。
新亞書院校園另有一小型廣場，被稱為「小百萬大道」，因其形態類似本部的「百萬大道」。「小百萬」四周分別被人文館、錢穆圖書館、誠明館及新亞書院校巴站包圍。

## 社會活動場所
由於百萬大道位處校園中心，而且地方開闊，所以不時成為舉行社會活動的場所。以下列出曾在百萬大道舉行的社會活動：

### 雨傘運動

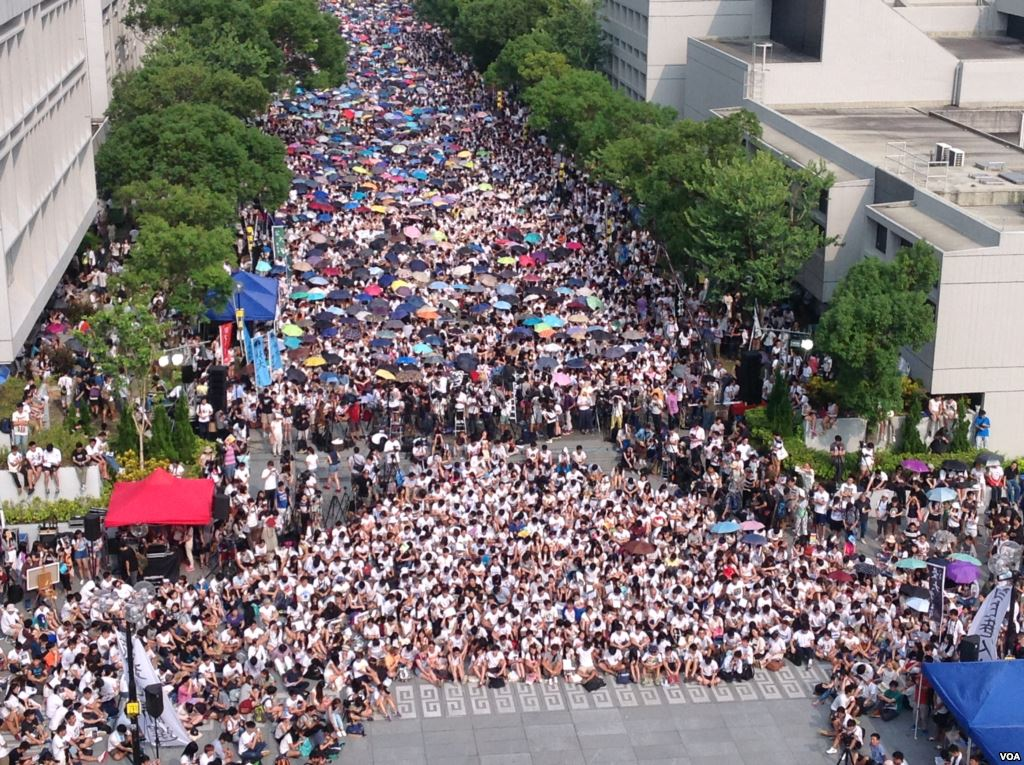
2014年9月22日的罷課集會。

- 2014年9月22日，香港專上學生聯會集結22所大專院校，於百萬大道上舉行罷課集會，約一萬三千人參與。[9][10]

### 反對逃犯條例修訂草案運動

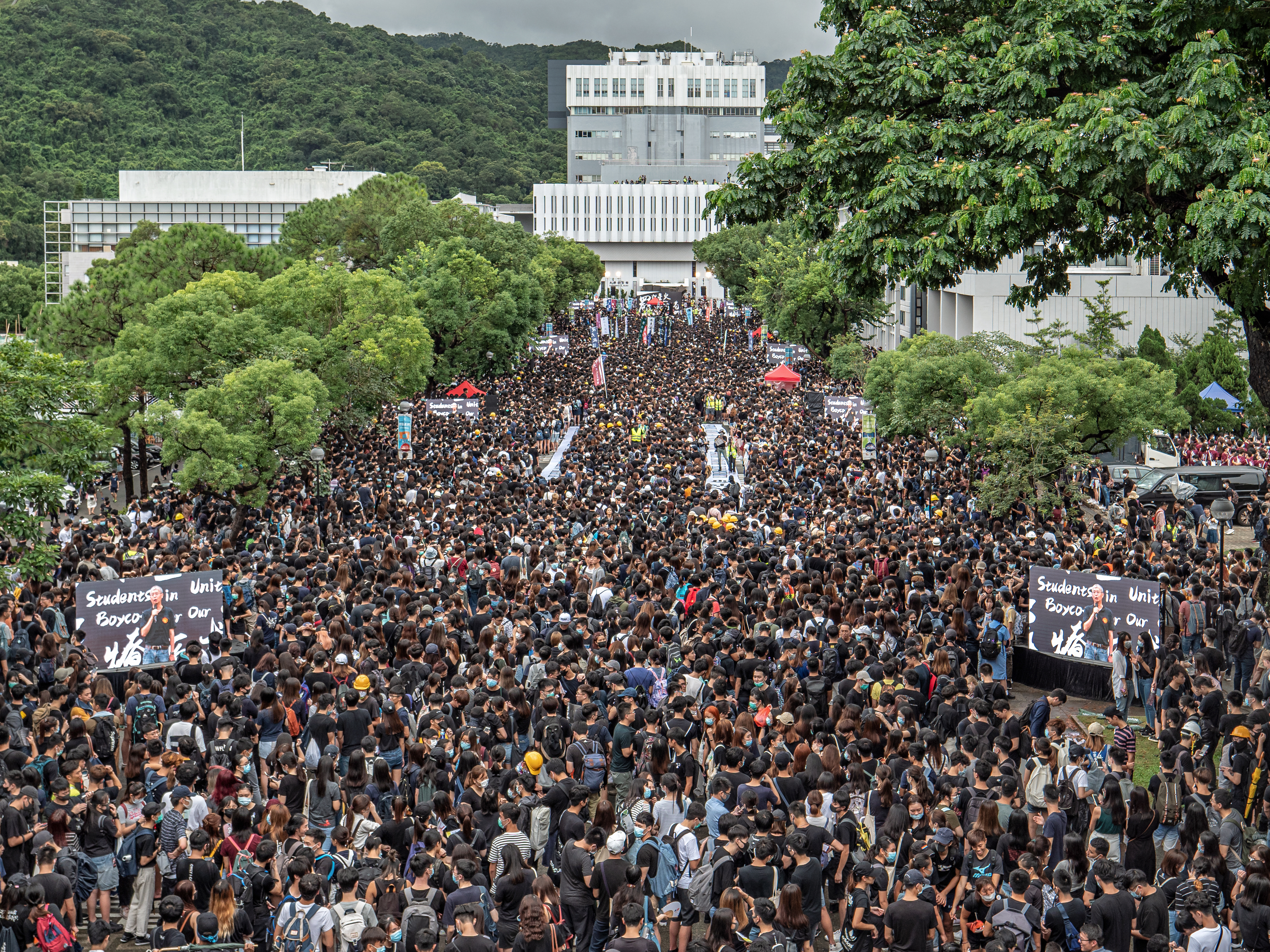
2019年9月2日的罷課集會。

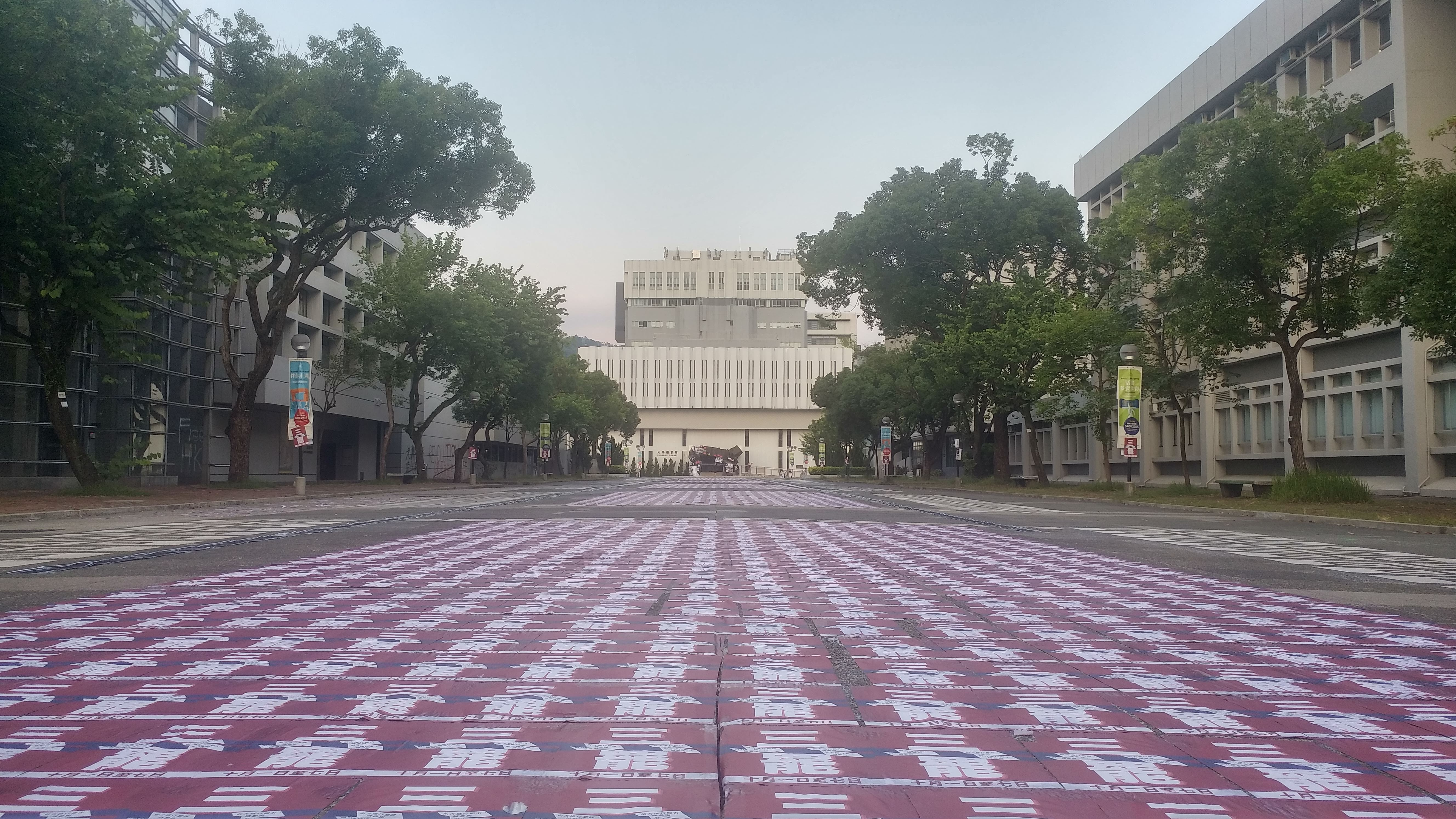
2019年9月26日，百萬大道被學生製作、宣傳「三罷」的傳單覆蓋。

- 2019年9月2日，中大學生會於百萬大道舉行「學界罷課集會」，有約三萬人參與[11][12]。事前，校方曾發聲明予中大學生會，以安全為理由勸喻他們取消集會[13][14]。
- 2019年9月6日，中大學生及教職員於百萬大道築成人鏈，譴責警察濫用暴力。[15][16]
- 2019年9月25日晚至翌日凌晨，一群中大學生在百萬大道貼上與運動相關的單張及以噴漆噴上相關標語，聲稱要把百萬大道變成「連儂大道」。事後，校方發出聲明讉責有關行為。[17][18]

## 其他
香港女歌手陳慧嫻於1988年發行的粵語專輯《嫻情》，以及國語專輯《傻女》之唱片封套拍攝，均於百萬大道取景，其中《嫻情》的背景為碧秋樓附近，《傻女》的背景則為百萬大道。